# Палячов пъдпъдък
Палячовият пъдпъдък (Coturnix delegorguei) е вид птица от семейство Phasianidae.

## Разпространение и местообитание
Разпространен е в Ангола, Ботсвана, Бурунди, Габон, Екваториална Гвинея, Еритрея, Етиопия, Замбия, Зимбабве, Йемен, Камерун, Кения, Коморските острови, Демократична република Конго, Република Конго, Кот д'Ивоар, Либерия, Мадагаскар, Малави, Мали, Мозамбик, Намибия, Нигер, Нигерия, Руанда, Сао Томе и Принсипи, Саудитска Арабия, Свазиленд, Сенегал, Сомалия, Судан, Танзания, Уганда, Централноафриканската република, Чад, Южен Судан и Южна Африка.